# Paulo César Grande
Paulo César Grande (Rinópolis, 11 febbraio 1958) è un attore ed ex pallavolista brasiliano con cittadinanza italiana.

## Biografia
Italo-brasiliano perfettamente bilingue, Grande ha giocato per sette stagioni in una delle più titolate squadre brasiliane di volley maschile, l'Associação Desportiva Classista Pirelli, con ottime prestazioni (nel 1980 è anche stato proclamato atleta dell'anno nel suo Paese) . Ha dato l'addio all'agonismo nel 1982, in seguito alla decisione di diventare attore.
Ha preso parte a numerose telenovelas, tra cui Nido di serpenti (sua prima prova in assoluto), Adamo contro Eva, Doppio imbroglio, Senza scrupoli. Ha lavorato anche al cinema (degna di nota la sua interpretazione in C'era una volta) e in teatro.
Nel 2017 ha condotto il programma televisivo 1 Contra Todos su FOX Brasil.

## Vita privata
Grande vive a Rio de Janeiro. Dal 1994 è sposato con la collega Claudia Mauro, con la quale nel 2010 ha generato due figli, i gemelli Pedro e Carolina. Dopo 25 anni di matrimonio, i due attori hanno annunciato la separazione ; tuttavia in seguito sono tornati insieme.

## Filmografia

### Cinema
- Doce Delírio, regia di Manoel Paiva (1983)
- Os Bons Tempos Voltaram: Vamos Gozar Outra Vez, regia di Ivan Cardoso e John Herbert (1985)
- Leila Diniz, regia di Luiz Carlos Lacerda (1987)
- Brasa Adormecida, regia di Djalma Limongi Batista (1987)
- For All: O Trampolim da Vitória, regia di Buza Ferraz e Luiz Carlos Lacerda (1997)
- Minha Vida em Suas Mãos, regia di José Antonio Garcia (2001)
- Viva Sapato!, regia di Luiz Carlos Lacerda (2003)
- O Amigo Invisível, regia di Maria Letícia (2006)
- C'era una volta (Era Uma Vez...), regia di Breno Silveira (2008)
- Assalto ao Banco Central, regia di Marcos Paulo (2011)

### Televisione
- Nido di serpenti (Ninho da Serpente) – serie TV (1982)
- Campeão – serie TV (1982)
- Adamo contro Eva (Guerra dos Sexos) – serie TV (1983)
- Amor com Amor Se Paga – serie TV (1984)
- Livre para Voar – serie TV (1984)
- Doppio imbroglio – serie TV (1986)
- Brega & Chique – serie TV (1987)
- Sassaricando – serie TV (1987)
- Senza scrupoli (Vale Tudo) – serie TV (1988)
- Que Rei Sou Eu? – serie TV (1989)
- Tieta – serie TV (1989)
- Delegacia de Mulheres – serie TV (1990)
- Atto d'amore (Barriga de Aluguel) – serie TV (1990)
- Les cavaliers aux yeux verts, regia di Michel Wyn - film TV (1990)
- Deus Nos Acuda – serie TV (1992)
- Quatro por Quatro – serie TV, 14 episodi (1994-1995)
- Malhação – serie TV (1995)
- Quem É Você? – serie TV (1996)
- Xica da Silva – serie TV (1996)
- Por Amor – serie TV (1997)
- O Milionário e o Vagabundo, regia di Maurício Farias - film TV (1998)
- Labirinto – miniserie TV (1998)
- Sai de Baixo – serie TV, episodi 4x17 (1999)
- Tiro & Queda – serie TV (1999)
- O Belo e as Feras – serie TV, episodi 1x12 (1999)
- Você Decide – serie TV, 9 episodi (1993-2000)
- Vento di passione (Aquarela do Brasil) – serie TV, 4 episodi (2000)
- Desejos de Mulher – serie TV (2002)
- Senhora do Destino – serie TV, episodi 1x53 (2004)
- Esmeralda – serie TV, episodi 1x1-1x2-1x3 (2004)
- Mandrake – serie TV, episodi 13 (2005)
- Pagine di vita – serie TV, 71 episodi (2006-2007)
- Desejo Proibido – serie TV, 65 episodi (2007-2008)
- Faça Sua História – serie TV, episodi 1x11 (2008)
- Casos e Acasos – serie TV, episodi 1x21-1x29 (2008)
- Vidas em Jogo – serie TV, 10 episodi (2011)
- A Nova Família Trapo, regia di Ignácio Coqueiro - film TV (2013)
- Vitória – serie TV (2014)
- Conselho Tutelar – serie TV, episodi 2x1 (2015)
- A Terra Prometida – serie TV, 4 episodi (2016)
- 1 Contra Todos – serie TV, episodi 2x3 (2017)
- Topíssima – serie TV (2019)
- Tô de Graça – serie TV, episodi 4x3 (2020)